# Heinrich Cuno
Heinrich Cuno, auch Kuno (* 1773 in Berlin; † 31. März 1829 in Karlsbad), war ein deutscher Schauspieler, Buchhändler, Dramatiker und Dramaturg.

## Leben und Wirken
Cuno stammte aus Pommern. Er begann als Schauspieler bei fahrenden Theatergruppen und wirkte vermutlich auch am Theater in Coburg. 1811 wurde er Mitglied der Theatergesellschaft von Georg Schantroch bei einem Besuch in Pilsen. Mit diesem Ensemble trat er jedes Jahr in den Sommermonaten in Karlsbad auf. Ab 1815 arbeitete er in Karlsbad als Buchhändler im Haus zum eisernen Kreuz. Er wurde allmählich zu einer der führenden Persönlichkeiten der Kultur und freundete sich während seines Kuraufenthaltes mit Johann Wolfgang von Goethe an. Auch in den Jahren, in denen er sich dem Buchhandel widmete, arbeitete er weiter als Dramatiker für Schantrochs Theatergesellschaft, die viele seiner Stücke uraufführte. Nach dem Tod von Schantroch stellte die Witwe Theresie Schantroch 1820 den verfallenen Schauspiel- und Opernbetrieb wieder her, und Cuno wurde bis 1828 stiller Begleiter und dramaturgischer Berater.
Cunos dramatisches Werk umfasst u. a. mehrere Komödien. Größte Popularität erlangte er mit Raubritterstücken wie Die Räuber auf Maria Culm oder Die Kraft des Glaubens, das trotz der naiven Handlung genau dem damaligen Zeitgeschmack entsprach. Das Stück wurde zwischen 1815 und 1851 u. a. auf der Bühne des Ständetheaters in Prag mehr als zehn Mal wiederholt. Es erfreute sich auch an anderen Theatern im Königreich Böhmen großer Beliebtheit und wurde auch von Marionettentheatern aufgeführt.

## Werke (Auswahl)
- Vergeltung oder Der alte Harfenist, 1804.
- Orakel oder Die Liebe des Volkes, 1810.
- Freundschaft und Bruderliebe, 1811.
- Die Brautkrone oder das Traumgesicht. Ein romantisches Gemälde der Vorzeit. Leipzig, [1811].
- Alles schriftlich oder Der Schlaukopf, 1813.
- Die Räuber auf Maria Culm oder Die Kraft des Glaubens, 1816.
- Das Diadem oder Die Ruinen von Engelhaus, 1818.
- Vetter Benjamin aus Pohlen oder Achtgroschen-Vetter, 1822.
- Das Bild oder Die Bekanntschaft auf dem breiten Steine, 1823.
- Der steinerne Burggraf in Elbogen, 1829.
- Die Gründung Kaiser-Karlsbads, 1829.